# کول کنراد
کول کنراد (انگلیسی: Cole Konrad؛ زادهٔ ۲ آوریل ۱۹۸۴) ورزشکار هنرهای رزمی ترکیبی و کشتی‌گیر اهل ایالات متحده آمریکا است. وی بین سال‌های ۲۰۱۰ تا ۲۰۱۲ میلادی فعالیت می‌کرد.